# Кишководишні

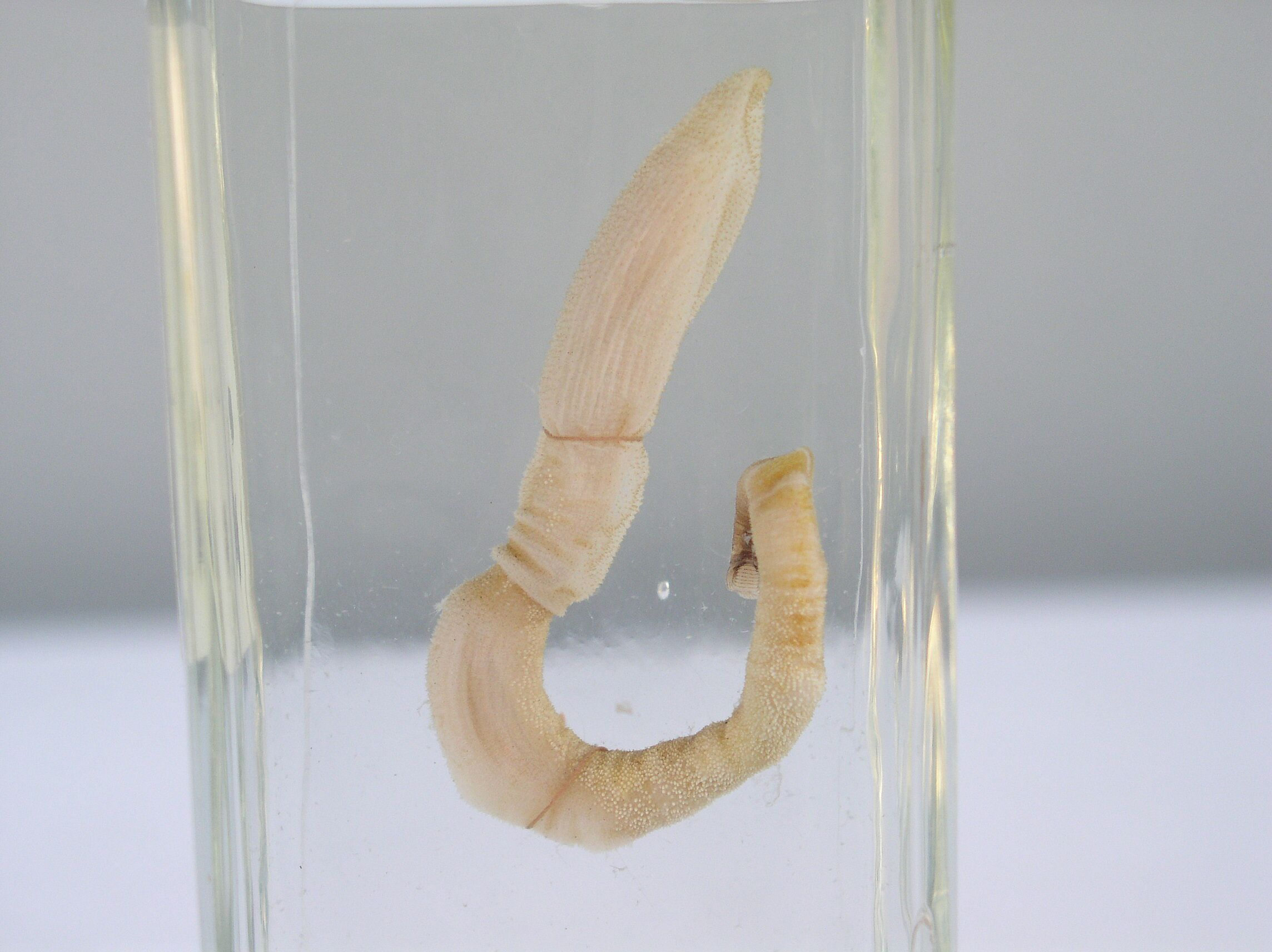
Типовий Enteropneusta (Saccoglossus sр.)

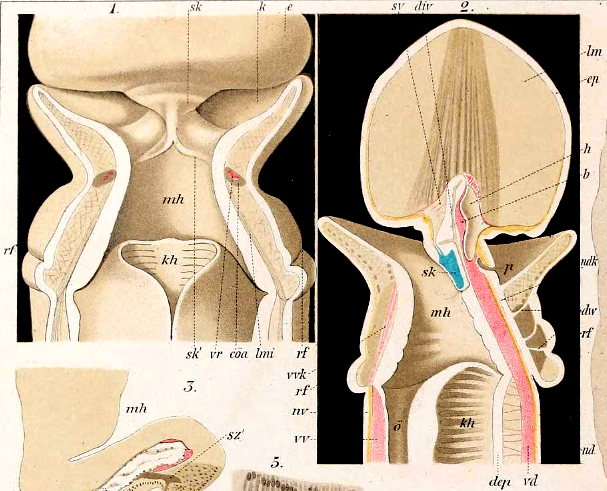
Будова Enteropneusta

Кишководишні (лат. Enteropneusta з давньогр. ἔντερον — кишка і πνεῦμα — дихання) — клас морських тварин типу напівхордових. У світі відомо близько 80 видів.

## Опис
Це морські тварини завдовжки від декількох сантиметрів до 2 — 2,5 м. Бічні стінки стравоходу у кишководишних пронизані зябровими щілинами (звідси назва), число яких досягає 200. Ротовий отвір розташований на черевній стороні між хоботком і комірцем. Живлення пасивне: харчові частки, потрапляючи в стравохід з водою, склеюються слизом в грудочки, які потім спрямовуються віями в кишківник, який закінчується анальним отвором на задньому кінці тіла. Орган виділення — особлива ділянка в стінці хоботка.
Дихають як усією поверхнею тіла, так і за допомогою глотки і зябер (кишковий тип дихання). Кровоносна система незамкнена, складається з черевної і спинної судин, сполученими поперечними судинами; «серце» у вигляді бульбашки. Нервова система складається зі спинного і черевного стовбурів, сполучених одним-двома навкологлотковими нервовими кільцями. На вершині хоботка розташовуються світлочутливі клітини; покриви тіла також містять чутливі клітини.

## Розмноження
Двостатеві, запліднення зовнішнє; один вид здатний до нестатевого розмноження шляхом поперечного ділення тіла. Протоки статевих залоз (понад 30 пар) відкриваються з боків тіла. Личинка торнарія, нагадує біпіннарію голкошкірих.

## Спосіб життя
Кишководишні — рухливі донні тварини, що ведуть виключно поодинокий спосіб життя. Зустрічаються переважно на морських мілководдях, де риються хоботком у донних відкладеннях. Живляться залишками тварин і рослин, що розкладаються.

## Спорідненість з типомХордові
Кишководишні часто розглядаються як дуже спеціалізовані і більш розвинуті, ніж інші представники типу напівхордових. Серце кишководишних також виконує роль примітивної нирки, їхні внутрішні зябра мають деякі спільні ознаки з зябрами примітивних риб. Тому кишководишних можна розглядати як тип, що має ознаки, близькі до гіпотетичної бракуючої ланки між хребетними і безхребетними. Деякі види в дорослому стані мають хвіст, що має слабкі ознаки сегментації. Особливістю кишководишних є трьохсегментний план будови тіла, який нині не спостерігається у хребетних, за винятком будови передньої нервової трубки, що розвивається в головний мозок, розділений на три основні частини. Це говорить про те, що ознаки будови ранніх предків хордових продовжують бути присутніми навіть у тому випадку, коли не є видимими безпосередньо.